# Omphax rubriplaga
Omphax rubriplaga är en fjärilsart som beskrevs av W. Warren 1897. Omphax rubriplaga ingår i släktet Omphax och familjen mätare. Inga underarter finns listade i Catalogue of Life.